# Ar-Rajjan SC
Ar-Rajjan SC (arab. نادي الريان) – katarski klub piłkarski założony w 1967 w mieście Ar-Rajjan, występujący w pierwszej lidze piłkarskiej Kataru. Piłkarze Ar-Rayyan rozgrywają swoje mecze na stadionie Ahmed bin Ali Stadium, który może pomieścić 40 tys. widzów, najczęściej jednak na mecze przychodzi średnio ok. 3 tys. osób. W latach 2005−2007 zawodnikiem tego klubu był reprezentant Polski Jacek Bąk.
Klub posiada sekcję futsalową: Ar-Rajjan SC.

## Osiągnięcia
- Mistrzostwo Kataru: 1976, 1978, 1982, 1984, 1986, 1990, 1995
- Puchar Kataru: 1999, 2004, 2006, 2010, 2011, 2013
- Finalista Pucharu Kataru: 1973, 1977, 1991, 1992, 1996, 1997, 2000